# Isze Monogatari
Az Iszei történetek (伊勢物語 Ise monogatari) egy japán uta monogatari, vagy úgynevezett vaka költemények és összekapcsolt elbeszélések gyűjteménye a Heian-korból.  A jelenlegi változat 125 részből áll, ezek mindegyike versekből és prózákból tevődik össze, így összesen 209 költemény található a legtöbb változatban.
Az összeállítás dátuma és a szerzőség kérdése is bizonytalan; a névtelen, idealizált központi karakter személyazonossága is ugyancsak zavaros, de a mű valószínűleg Arivara no Narihira alkotása (825-880). Az Iszei történetek harminc költeménye megjelenik a Kokin Vakasúban (905) is, hasonló lábjegyzetekkel, melyeket mind Narihirának tulajdonítanak. Ezeknek a költeményeknek a kombinációja, és a hasonlóság Arivara életének néhány eseményével vezetett arra a következtetésre, hogy Narihira állította össze, habár a téma fogadtatása és az események dátumai 880 után mást sugallnak.

## Szerzőség
Az elméletek változnak a szerző személyazonosságát illetően. Egyesek Ki no Curajuki munkájának tartják, míg mások részben a mű címére alapozva, Isze úrhölgyet tartják a szerzőnek, de ez valószínűtlen, mivel ebben a korban a szerzők nem használták a saját nevüket műveik címében.

## Eredet és szerkezet

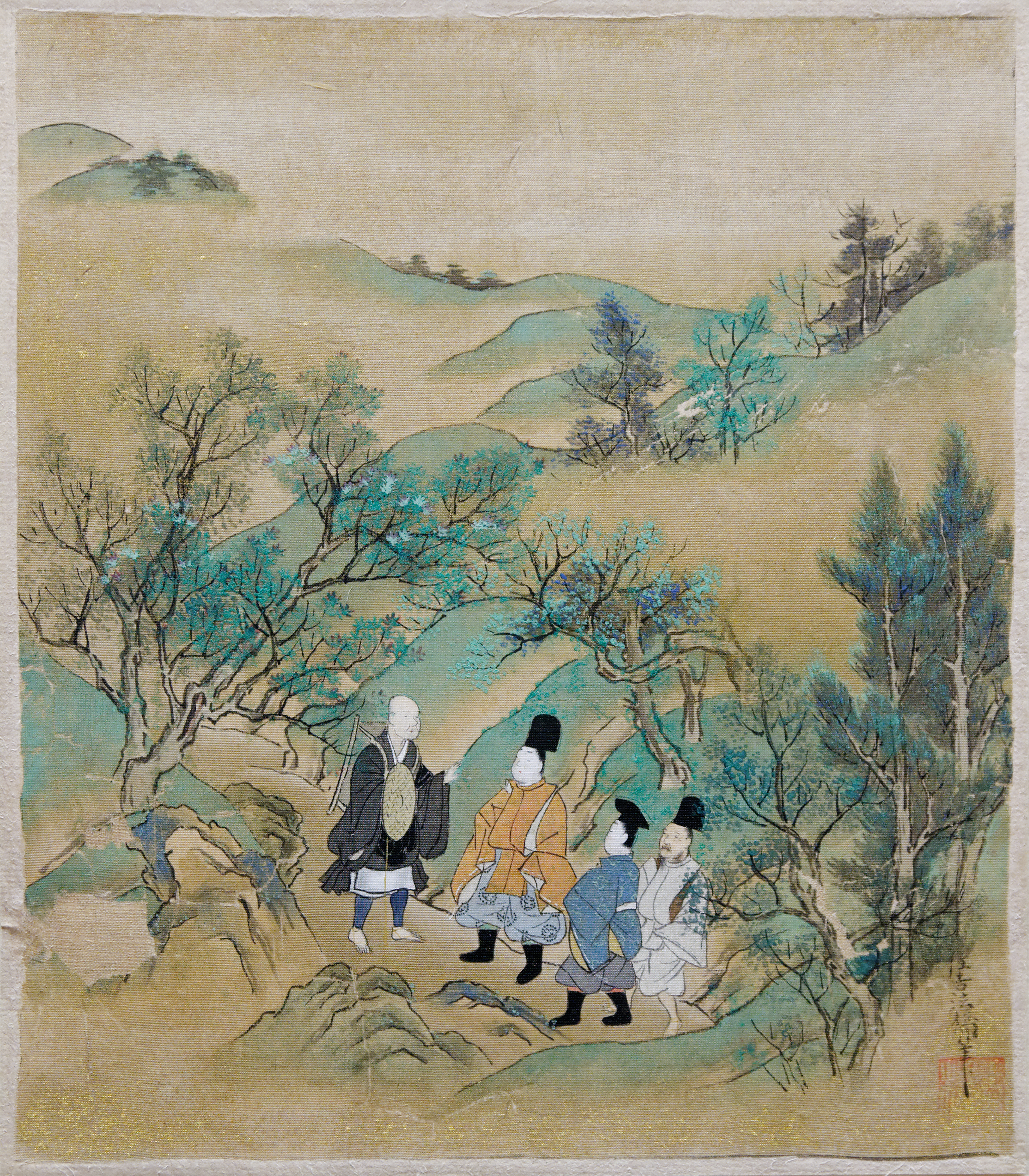
Festette: Szumijosi Dzsokei, A 9. epizód ábrázolása az Iszei történetekben

Az Iszei történetek különleges költészeti irányzatokból fejlődhetett ki, de megszaporodtak benne a későbbi elbeszélések, azzal a szándékkal, hogy a költeményeket egy konkrét helyen és időben elhelyezze, valamint kidolgozzon egy átfogó témát. Lehet Kasu, magán vagy egyéni gyűjtemény, amely mint egy napló gyűjti össze a kiválasztott munkákat lábjegyzetekkel. Lehetséges tehát, hogy Narihira csak egy gyűjteményt készített, amit csak később fogadtak el, mint ábrázolása az ideális költőnek. A Man’josu 16. kötetének terjedelmes vers gyűjteménye szintén hasonlóságot mutat az Iszei történetek elbeszélési stílusával.
Az elbeszélés igyekszik összekapcsolni a különböző szakaszokat, de bevezeti vagy biztosítja a helyszínt a következő műnek. A központi karakter életének durva kronológiája figyelhető meg a részek között. A’ fiatal férfitől, aki a felnőttkorba lépett’ az első részben jutunk el számos kalandon és szerelmen keresztül a 125. részhez ahhoz a férfihoz, aki súlyos betegségbe esett ’ és szívében tudta, hogy meg fog halni’. Ez nem egy hagyományos életrajz, de nem is egy hagyományos cselekmény, mint a nyugati perspektívában.
A Kamakura-korban legalább négy teóriát javasoltak a kommentátorok a mű címét illetően: a szerző Isze költőnő és róla kapta a nevét; a cím utal a 69. részre, ahol a főszereplő meglátogatja a papnőt az Iszei nagyszentélyben; a Nihon Sokiban az I írásjegye nőnek olvasandó, a Se írásjegye férfinak, ez megtestesíti az uniót; a szerző szándékosan eltorzított eseményeket, helyeket, személyeket és időpontokat, megtestesítve a kifejezést: Isze ja Hjuga, vagy felforgatás.
Tematikusan az Iszei történetek megtestesíti az udvarias mijabi ízlést, uralkodó a Heian–kort túlélő alkotások között, csak úgy mint a talán jobban ismert Gendzsi szerelmei. A versek felfedezik a természetet, az udvar társadalmát, a kultúrát, a szerelmet és a kapcsolatokat. A fénypont lehet a 9. rész közjátéka, amikor a főhős a jacuhasi, vagy nyolc híd mellett pihen Mikava megyében. A vers amit írt három témát kombinál: a veszteség érzése mikor elhagyja a fővárost, amelyre mint a társadalom és a kultúra egyetlen helyére tekintett; az elveszett szeretet érzése;  és a természetes környezet szépsége